# Andrea Da Rold
Andrea Da Rold (Belluno, 2 luglio 1972) è un allenatore di calcio ed ex calciatore italiano, di ruolo difensore.

## Carriera
Esordisce diciottenne nel Belluno, con cui disputa da titolare il campionato 1990-1991. Nelle due annate successive è al Giorgione, formazione veneta di Serie C2, e da qui lo preleva il Fiorenzuola di Giorgio Veneri, all'indomani della promozione in Serie C1 del 1993.
Dopo una prima stagione da riserva, diventa titolare con l'avvento di Giancarlo D'Astoli, mettendosi in mostra nel ruolo di terzino sinistro e sfiorando, nel 1995, la promozione in Serie B ai play-off. Al termine della stagione 1995-1996, in cui la formazione piacentina fallisce l'obiettivo degli spareggi-promozione, viene ceduto al Verona, neopromosso in Serie A; tuttavia già a settembre viene ceduto in prestito alla Lucchese, con cui debutta in Serie B collezionando 36 presenze in campionato.
Nel 1997 rientra al Verona, nel frattempo retrocesso tra i cadetti; con gli scaligeri gioca una sola partita, nella vittoria casalinga sul Monza prima di essere nuovamente ceduto nel mercato di riparazione, questa volta al Brescello, in Serie C1; qui ritrova D'Astoli e diversi suoi ex compagni al Fiorenzuola. A fine stagione torna ancora al Verona, che lo cede all'Ascoli dove rimane per due stagioni in terza serie, prima di tornare a giocare in Serie B con la maglia del Pescara, nella stagione 2000-2001. L'esperienza in Abruzzo è particolarmente negativa: la squadra retrocede, e Da Rold viene trovato positivo al nandrolone dopo un controllo antidoping. La Commissione Disciplinare gli infligge 16 mesi di squalifica (poi ridotti a 8), e il Pescara ne rescinde unilateralmente il contratto, dopo 11 presenze in campionato. Tuttavia la formazione abruzzese è in seguito costretta a reintegrarlo, e disputa in maglia biancazzurra il campionato 2001-2002, in cui scende in campo in 19 occasioni.
Svincolatosi dal Pescara, nell'estate 2002 firma per l'Alessandria, in Serie C2; dopo le partite di Coppa Italia, tuttavia, il trasferimento viene annullato, a causa delle inadempienze finanziarie della formazione piemontese. Prosegue a giocare con le maglie di Brescello (in Serie C2) e Cittadella, prima di concludere la carriera laddove l'aveva iniziata, in Serie D con il Belluno, dove rimane per due stagioni.
Ha totalizzato 48 presenze in Serie B con Lucchese, Verona e Pescara.
Dopo il ritiro si è dedicato all'allenamento (amatoriale) di squadre giovanili di carattere minore.
Nell'estate del 2019 viene chiamato alla guida della juniores del Treviso. Incarico che ricopre sino al gennaio 2020, quando dopo le dimissioni di Gianfranco Bellotto, viene promosso allenatore della prima squadra biancoceleste, dove guida la formazione trevigiana nel campionato di Promozione fino alla sospensione del torneo a causa del propagarsi della pandemia di Coronavirus in Italia .
Nell'estate 2020 torna, sino alla nuova sospensione dei tornei, a guidare la formazione Juniores della formazione Trevigiana.
Con l'avvento di Andrea Zanuttig sulla panchina del Treviso, diviene il vice allenatore biancoceleste.

## Palmarès

### Club

#### Competizioni nazionali
- Campionato Interregionale: 1

Giorgione: 1991-1992